# Dom przy ul. Kamiennogórskiej 1 w Chełmsku Śląskim
Dom przy ul. Kamiennogórskiej 1 w Chełmsku Śląskim – znajdujący się w powiecie kamiennogórskim, w Chełmsku Śląskim.
Budynek mieszkalny, murowany z końca XVIII w. Wpisany na listę zabytków w 1964 r.